# 南和順駅
南和順駅（ナマスンえき）は、かつて大韓民国全羅南道和順郡にあった大韓民国鉄道庁和順線の駅である。

## 歴史
- 1942年10月1日：開業[1]。
- 1974年8月15日：廃止[2]。